# Шяуляй (женский баскетбольный клуб)
Шяуляй (лит. Šiauliai) — литовский женский баскетбольный клуб из Шяуляй, часть одноимённого баскетбольного клуба.

## История

### Хронология названий
- Рута — до 2012 года
- Рута-Университетас — 2012—2014
- Шяуляй-Университетас — 2014—2019
- Шяуляй — с 2019 года